# Kostel svatého Mikuláše (Smrčná)
Kostel svatého Mikuláše je farní kostel v římskokatolické farnosti Smrčná, nachází se na severním okraji obce Smrčná.

## Historie
Na místě současného kostela stával do roku 1916 kostel ze 14. století, dne 20. května 1916 kostel kompletně shořel, shořely s ním i dva zvony ze 16. století a 4 další usedlosti. Farnost při kostele existovala již od 14. století, následně během husitských válek zanikla a obnovena jako lokálie byla roku 1789 a jako farnost 1889. Nový kostel v současné podobě byl vysvěcen 16. srpna 1931, kostel je moderně pojatý.